# Коррея Гарсан, Педру Антониу
Пе́дру Анто́ниу Корре́я Гарса́н (порт. Pedro António Correia Garção; 29 апреля 1724, дата крещения 13 июня 1724, Лиссабон — 10 ноября 1772, Лиссабон) — португальский поэт, драматург и теоретик португальской литературы, принимал активное участие в учреждении литературной академии Лузитанская Аркадия (порт. Arcádia Lusitana), выразитель эстетики классицизма эпохи Просвещения 2-й половины XVIII века. Известен под аркадийским псевдонимом Ко́ридон Эриманте́у (порт. Córidon Erimanteu).

## Биография
Родился 29 апреля 1724 года в семье незнатного происхождения, но отец занимал высокий чиновничий пост в Министерстве иностранных дел, мать была французского происхождения. По материнской линии к дальним родственницам относится герцогиня Кадавал (duqueza do Cadaval). 
В детстве был очень слабым, болезненным и чувствительным ребёнком низкого роста. Взамен обладал богатым воображением, так что избрав образцом для подражания Горация, вошёл в историю как один из новаторов португальской поэзии XVIII века. Когда Круз и Силва говорил, что Гарсан превосходит его чистотой языка, тот отвечал: «Этим я обязан моему отцу, потому что когда я был ребёнком, единственное, чего он желал, чтобы я читал Виейру». Начальное образование получил в колледже иезуитов, после чего изучал право в Коимбрском университете, но диплом об окончании не получил.
В 1751 году удачная женитьба на богатой вдове Марии Анне Шавьер Фройш Машкареньяш де Санде Салема (D. Maria Anna Xavier Froes Mascarenhas de Sande Salema) принесла материальное благополучие, открыла двери в аристократические дома и способствовала назначению нотариусом (escrivão) в Дом Индии (Casa da Índia), поскольку в те времена должности передавались по наследству, как частная собственность, и закреплялись милостивыми декретами короля. Но в 1761 году Гарсан отказался от должности ради занятий литературой.
Вершиной литературной карьеры кроме активного участия в деятельности Лиссабонской Аркадии считается работа на посту главного редактора «Газеты Лиссабона» (Gazeta de Lisboa) в 1760—1762 годах. Поддерживал тесные отношения с проживавшими в Лиссабоне британцами, но также общался с другими иностранцами, свободно изъясняясь на английском, французском и итальянском языках. Со временем жизненные обстоятельства изменились — Гарсан потерял право на состояние супруги и последние годы провёл в бедности. По до сих пор невыясненным основаниям в апреле 1771 года был арестован по приказу маркиза де Помбала и без суда помещён в лиссабонскую тюрьму Лимоейру (Limoeiro). Ни одна из предполагаемых причин заключения (неприязнь маркиза де Помбала к свободолюбию поэта, недоброжелательность замужней дамы, в которую имел неосторожность влюбиться аркадиец, или прочие) не находит убедительных документальных подтверждений. Гаррет считал, что ненависть маркиза исходила от неприятия «Речи инфанта дона Педру», расцененной им как сатира в свой адрес. Супруга смогла добиться милости короля, но известие об освобождении пришло слишком поздно, когда Коррея Гарсан уже скончался.

## Творчество и деятельность в Лузитанской Аркадии
В первой половине XVIII века под влиянием французского Просвещения в Португалии действовали различные академии. В учредительном акте Академии скрытых (Academia dos Ocultos) от 9 апреля 1745 года зафиксированы имена Корреи Гарсана и Мануэла де Фигейреду. Последнее заседание того литературного общества состоялось в 1755 году за несколько месяцев до Лиссабонского землетрясения. То есть, Гарсан осуществил преемственность от Академии скрытых к Аркадии, поскольку помимо трёх учредителей литературного общества Лузитанская или Лиссабонская Аркадия (Arcádia Lusitana ou Ulissiponense) также считается одним из его основателей в 1756 году. Поэт избрал себе аркадийский псевдоним Ко́ридон Эримантеу (Córidon Erimanteu); Corydon Erimantheo в дореформенной орфографии).
В 1766 году присутствовал на провальном представлении своей комедии «Новый театр» (Teatro Novo). З. И. Плавскин писал: «Один из основателей Лисабонской Аркадии П. А. Коррея Гарсан (1724—72) в полемической комедии «Новый театр» требовал возрождения традиций Ж. Висенте, обогащенных опытом французского классицизма <…>». Вторая комедия «Ассамблея» (Assembleia) содержит вкрапление — «Кантату Дидоны» (Cantata de Dido), за основу которой взят отрывок из Книги IV «Энеиды» Вергилия. Кантата исполнялась речитативом персонажем пьесы по имени Мафалда, впоследствии получила высокую оценку Алмейды Гаррета и считается одним из высших достижений португальской поэзии XVIII века. 
Ко́ридон Эримантеу в своих речах на заседаниях Лиссабонской Аркадии обращался к её членам как к «аркадцам» (Árcades) в отличие от Элпину Нонакриенсе, использовавшим обращение «пастухи» (pastores).
Творческое наследие Гарсана было опубликовано посмертно, как и в случаях с другими членами Лиссабонской Аркадии. Поэт избегал печатных изданий своих произведений, поэтому при его жизни были опубликованы только 4 гимна в 1767 году. В изданное братом поэта в 1778 году посмертное собрание вошли 57 сонетов, 25 од, 2 дифирамба, 2 сатиры, поэтические произведения других жанров, 2 комедии «Новый театр» (Teatro Novo), «Ассамблея» (Assembleia, ou Partida, обозначенная как драма); 3 диссертации (доклада) и 4 речи (4-я 1763 года) для Аркадии. 

## Значимость
Теофилу Брага писал, что благодаря своему таланту, эрудиции и утончённому вкусу Гарсан стал душой Лузитанской Аркадии. По мнению Браги, в деятельности четырёх личностей — Корреи Гарсана, Круз и Силвы, Мануэла де Фигейреду (Manoel de Figueiredo) и Домингуша дуж Рейш Киты (Domingos dos Reis Quita) — обобщённо выражается историческая значимость Лузитанской Аркадии. Все они объединились в 1764 году для консолидации членов академии и возобновления её активности, когда общество чуть было не прекратило своё существование. Лузитанская Аркадия распалась только через 10 лет, когда разъединилось её ядро: Диниш (Круз и Силва) работал судьёй в Элваше, Кита скоропостижно скончался, а Гарсан умер в лиссабонской тюрьме спустя немногим более полтора года после своего загадочного ареста. 
А. Ж. Сарайва определил творческое кредо Корреи Гарсана как выражение «эстетики Горация на буржуазный манер», и оценил его самым авторитетным и влиятельным участником Лузитанской Аркадии. 
Для литературоведов и историков театра могут быть интересны так называемые две диссертации «О характере трагедии», или выступления Ко́ридона Эримантеу теоретического характера на заседаниях Лиссабонской Аркадии осенью 1757 года. Первая из них была зачитана на собрании Лузитанской Аркадии 26 августа, 2-я — 30 сентября, а 3-я диссертация «О формировании хорошего поэта» (Ser o principal proveito para formar Hum Bom Poeta, procurar, e seguir somente a imitação dos melhores authores da antiguidade) — 7 ноября.

## Издания
- Garção C. Obras poeticas :  [порт.] / Pedro Antonio Correa Garção. — 1.ª ed. — Lisboa : na Regia Officina Typografica, 1778. — 416 p.

Более полным и ценным собранием считается издание, опубликованное в Риме в 1888 году.